# Støvere
Støvere er en gruppe af jagthunde også kaldet kortbenede drivende hunde, der anvendes på støverjagt og bevægelsesjagt. Racerne, der anvendes i Danmark er bl.a. drever og gravhund.